# Ephydra riparia
Ephydra riparia – gatunek muchówki z rodziny wodarkowatych i podrodziny Ephydrinae.
Gatunek ten opisany został w 1813 roku przez Carla Fredrika Falléna.
Muchówka o ciele długości od 4 do 5 mm, porośniętym jasnobrązowo i nieco metalicznie połyskującym. Głowa jej zaopatrzona jest w dwie pary szczecinek orbitalnych oraz skierowane w dół szczecinki perystomalne. Policzki są co najmniej w połowie tak wysokie jak oczy złożone, ale nie wyższe niż ¾ tychże. Czułki nie mają na zewnętrznej powierzchni trzeciego członu długiej szczecinki. Tułów cechują cztery pary małych szczecinek śródplecowych oraz bardzo krótkie, włosowate szczecinki środkowe grzbietu, przed szwem poprzecznym ułożone w czterech nieregularnych rzędach. Przeszwowe szczecinki środkowe grzbietu mają co najwyżej połowę długości przedszwowych szczecinek śródplecowych. Odnóża są żółte z ciemnymi udami. Odwłok samca ma tergit piąty dwukrotnie dłuższy od czwartego. Narządy rozrodcze samca mają wąski wyrostek boczny gonitu oraz edeagus o zesklerotyzowanym wierzchołku i większej szerokości niż u E. glauca.
Owad znany z Irlandii, Wielkiej Brytanii, Francji, Belgii, Holandii, Niemiec, Danii, Szwecji, Norwegii, Finlandii, Estonii, Austrii, Włoch, Polski, Czech, Słowacji, Węgier, Ukrainy, Rumunii, Bułgarii, Macedonii, Makaronezji, Afryki Północnej, wschodniej Palearktyki i nearktycznej Ameryki Północnej.